# Аладдин и его волшебная лампа
«Аладдин и его волшебная лампа» (англ. Aladdin and His Wonderful Lamp) — первый телефильм американского режиссёра Тима Бёртона. Часть телесериала (1 эпизод 5 сезона) «Faerie Tale Theatre», снятого по заказу канала CBS/Fox. Был показан всего один раз 14 июля 1986 года, после чего в прокат не выходил.

## В ролях
- Шелли Дюваль — Сказочница
- Роберт Кэррадайн — Аладдин
- Валери Бертинелли — Принцесса Сабрина
- Леонард Нимой — Злой марокканский колдун
- Джеймс Эрл Джонс — Джинн
- Рэй Шарки — Великий визирь
- Рэй Аллен[фр.] — Мать Аладдина
- Джозеф Махер — султан
- Джей Абрамовиц — Хабибе
- Марта Велес — Служанка
- Бонни Джеффрис — Женщина в зеленом 1
- Сэнди Ленц — Женщина в зеленом 2
- Марсия Гобель — Женщина в зеленом 3
- Джон Салазар — Слуга

## Сюжет
Дословный пересказ известной сказки 1001 ночи.
Аладдин — уличный мальчишка, живёт в бедных кварталах Багдада с матерью. Однажды в город забредает злой колдун, который, выдавая себя за брата покойного отца Аладдина, с помощью мальчика хочет добыть волшебную Лампу с заточенным в ней Джинном…

## Факты
- Долгое время фильм считался утерянным.
- По признанию режиссёра Тима Бёртона, «все снималось на видеопленку одновременно тремя камерами, в результате большая часть работы выглядела как очень плохое шоу в Лас-Вегасе».
- Призраки, появляющиеся на стенах Волшебной пещеры, появляются также в качестве отражений, отбрасываемых вращающейся лампой в фильме «Сонная лощина».
- Подставка, на которой стоит Волшебная лампа в Волшебной пещере, во многом повторена в дизайне фонтана в мультипликационном фильме «Кошмар перед Рождеством», в котором Бёртон выступал в том числе и в качестве дизайнера персонажей.